# Liste der Zentralbanken
| Land/Währungsraum              | Zentralbank                                              |
| ------------------------------ | -------------------------------------------------------- |
| Abchasien                      | Nationalbank der Republik Abchasien                      |
| Afghanistan                    | Da Afghanistan Bank                                      |
| Ägypten                        | Central Bank of Egypt                                    |
| Albanien                       | Banka e Shqipërisë                                       |
| Algerien                       | Bank of Algeria                                          |
| Angola                         | Angolanische Nationalbank                                |
| Antigua und Barbuda            | Eastern Caribbean Central Bank                           |
| Äquatorialguinea               | Zentralafrikanische Zentralbank                          |
| Argentinien                    | Argentinische Zentralbank                                |
| Armenien                       | Zentralbank der Republik Armenien                        |
| Aruba                          | Centrale Bank van Aruba                                  |
| Aserbaidschan                  | Zentralbank der Republik Aserbaidschan                   |
| Äthiopien                      | Nationalbank Äthiopiens                                  |
| Australien                     | Reserve Bank of Australia                                |
| Bahamas                        | Central Bank of The Bahamas                              |
| Bahrain                        | Bahrain Monetary Agency                                  |
| Bangladesch                    | Bangladesh Bank                                          |
| Barbados                       | Central Bank of Barbados                                 |
| Belarus                        | National Bank of the Republic of Belarus                 |
| Belgien                        | Belgische Nationalbank                                   |
| Belize                         | Central Bank of Belize                                   |
| Benin                          | Westafrikanische Zentralbank                             |
| Bermuda                        | Bermuda Monetary Authority                               |
| Bhutan                         | Royal Monetary Authority of Bhutan                       |
| Bolivien                       | Banco Central de Bolivia                                 |
| Bosnien und Herzegowina        | Zentralbank von Bosnien und Herzegowina                  |
| Botswana                       | Bank of Botswana                                         |
| Brasilien                      | Zentralbank von Brasilien                                |
| Brunei                         | Brunei Darussalam Central Bank                           |
| Bulgarien                      | Balgarska Narodna Banka                                  |
| Burkina Faso                   | Westafrikanische Zentralbank                             |
| Burundi                        | Banque de la République du Burundi                       |
| Chile                          | Banco Central de Chile                                   |
| Republik China                 | Central Bank of China                                    |
| Volksrepublik China            | Chinesische Volksbank                                    |
| Costa Rica                     | Banco Central de Costa Rica                              |
| Dänemark                       | Dänische Nationalbank                                    |
| Deutschland                    | Deutsche Bundesbank                                      |
| Dominikanische Republik        | Banco Central de la Republica Dominicana                 |
| Dominica                       | Eastern Caribbean Central Bank                           |
| Dschibuti                      | Central Bank of Djibouti                                 |
| Ecuador                        | Banco Central del Ecuador                                |
| Elfenbeinküste                 | Westafrikanische Zentralbank                             |
| El Salvador                    | Banco Central de Reserva de El Salvador                  |
| Eritrea                        | Banca d’Eritrea                                          |
| Estland                        | Eesti Pank                                               |
| Eswatini                       | Zentralbank von Eswatini                                 |
| EWWU                           | Europäische Zentralbank                                  |
| Fidschi                        | Reserve Bank of Fiji                                     |
| Finnland                       | Suomen Pankki                                            |
| Frankreich                     | Banque de France                                         |
| Gabun                          | Zentralafrikanische Zentralbank                          |
| Gambia                         | Zentralbank von Gambia                                   |
| Georgien                       | Nationalbank Georgiens                                   |
| Ghana                          | Bank of Ghana                                            |
| Grenada                        | Eastern Caribbean Central Bank                           |
| Griechenland                   | Bank von Griechenland                                    |
| Guatemala                      | Banco de Guatemala                                       |
| Guinea                         | Zentralbank von Guinea                                   |
| Guinea-Bissau                  | Westafrikanische Zentralbank                             |
| Guyana                         | Bank of Guyana                                           |
| Haiti                          | Banque de la République d'Haïti                          |
| Honduras                       | Banco Central de Honduras                                |
| Hongkong                       | Hong Kong Monetary Authority                             |
| Indien                         | Reserve Bank of India                                    |
| Indonesien                     | Bank Indonesia                                           |
| Irak                           | Zentralbank des Irak                                     |
| Iran                           | Iranische Zentralbank                                    |
| Irland                         | Central Bank of Ireland                                  |
| Island                         | Isländische Zentralbank                                  |
| Israel                         | Israelische Zentralbank                                  |
| Italien                        | Banca d’Italia                                           |
| Jamaika                        | Bank of Jamaica                                          |
| Japan                          | Bank of Japan                                            |
| Jemen                          | Central Bank of Yemen                                    |
| Jordanien                      | Central Bank of Jordan                                   |
| Kaimaninseln                   | Cayman Islands Monetary Authority                        |
| Kambodscha                     | Nationalbank von Kambodscha                              |
| Kamerun                        | Zentralafrikanische Zentralbank                          |
| Kanada                         | Bank von Kanada                                          |
| Kap Verde                      | Bank von Kap Verde                                       |
| Kasachstan                     | Kasachische Nationalbank                                 |
| Katar                          | Qatar Central Bank                                       |
| Kenia                          | Central Bank of Kenya                                    |
| Kirgisistan                    | National Bank of the Kyrgyz Republic                     |
| Kolumbien                      | Banco de la República                                    |
| Komoren                        | Zentralbank der Komoren                                  |
| Demokratische Republik Kongo   | Banque Centrale du Congo                                 |
| Republik Kongo                 | Zentralafrikanische Zentralbank                          |
| Kosovo                         | Central Bank of Kosovo                                   |
| Kroatien                       | Kroatische Nationalbank                                  |
| Kuba                           | Banco Central de Cuba                                    |
| Kuwait                         | Central Bank of Kuwait                                   |
| Laos                           | Bank der Demokratischen Volksrepublik Laos               |
| Lesotho                        | Central Bank of Lesotho                                  |
| Lettland                       | Latvijas Banka                                           |
| Libanon                        | Banque du Liban                                          |
| Libyen                         | Zentralbank Libyens                                      |
| Liechtenstein                  | Liechtensteinische Landesbank                            |
| Litauen                        | Lietuvos bankas                                          |
| Luxemburg                      | Luxemburger Zentralbank                                  |
| Macau                          | Monetary Authority of Macao                              |
| Madagaskar                     | Banque Centrale de Madagascar                            |
| Malawi                         | Reserve Bank of Malawi                                   |
| Malaysia                       | Bank Negara Malaysia                                     |
| Malediven                      | Maldives Monetary Authority                              |
| Mali                           | Westafrikanische Zentralbank                             |
| Malta                          | Bank Ċentrali ta’ Malta                                  |
| Marokko                        | Bank al-Maghrib                                          |
| Mauretanien                    | Banque Central de Mauritanie                             |
| Mauritius                      | Bank of Mauritius                                        |
| Mexiko                         | Banco de México                                          |
| Moldau                         | The National Bank of Moldova                             |
| Montserrat                     | Eastern Caribbean Central Bank                           |
| Mongolei                       | Bank der Mongolei                                        |
| Montenegro                     | Central Bank of Montenegro                               |
| Mosambik                       | Bank von Mosambik                                        |
| Myanmar                        | Central Bank of Myanmar                                  |
| Namibia                        | Bank von Namibia                                         |
| Nauru                          | Bank of Nauru                                            |
| Nepal                          | Nepal Rastra Bank                                        |
| Neuseeland                     | Reserve Bank of New Zealand                              |
| Nicaragua                      | Banco Central de Nicaragua                               |
| Niederlande                    | De Nederlandsche Bank                                    |
| Niederländische Antillen       | Bank van de Nederlandse Antillen                         |
| Niger                          | Westafrikanische Zentralbank                             |
| Nigeria                        | Central Bank of Nigeria                                  |
| Nordkorea                      | Zentralbank der Demokratischen Volksrepublik Korea       |
| Nordmazedonien                 | National Bank of the Republic of North Macedonia         |
| Norwegen                       | Norges Bank                                              |
| Österreich                     | Oesterreichische Nationalbank                            |
| Oman                           | Central Bank of Oman                                     |
| Ostkaribische Währungsunion    | The Eastern Caribbean Central Bank                       |
| Osttimor                       | Zentralbank von Osttimor                                 |
| Pakistan                       | State Bank of Pakistan                                   |
| Palästina                      | Palestine Monetary Authority                             |
| Papua-Neuguinea                | Bank of Papua New Guinea                                 |
| Paraguay                       | Banco Central del Paraguay                               |
| Peru                           | Banco Central de Reserva del Peru                        |
| Philippinen                    | Zentralbank der Philippinen                              |
| Polen                          | Narodowy Bank Polski                                     |
| Portugal                       | Banco de Portugal                                        |
| Ruanda                         | Banque Nationale du Rwanda                               |
| Rumänien                       | Rumänische Nationalbank                                  |
| Russland                       | Zentralbank der Russischen Föderation                    |
| Saint Kitts and Nevis          | Eastern Caribbean Central Bank                           |
| Saint Lucia                    | Eastern Caribbean Central Bank                           |
| St. Vincent und die Grenadinen | Eastern Caribbean Central Bank                           |
| Salomonen                      | Central Bank of Solomon Islands                          |
| Sambia                         | Bank of Zambia                                           |
| Samoa                          | Central Bank of Samoa                                    |
| San Marino                     | Central Bank of the Republic of San Marino               |
| São Tomé und Príncipe          | Zentralbank von São Tomé und Príncipe                    |
| Saudi-Arabien                  | Saudi Central Bank                                       |
| Schweden                       | Schwedische Nationalbank                                 |
| Schweiz                        | Schweizerische Nationalbank                              |
| Senegal                        | Westafrikanische Zentralbank                             |
| Serbien                        | Nationalbank Serbiens                                    |
| Seychellen                     | Central Bank of Seychelles                               |
| Sierra Leone                   | Bank of Sierra Leone                                     |
| Simbabwe                       | Reserve Bank of Zimbabwe                                 |
| Singapur                       | Monetary Authority of Singapore                          |
| Slowakei                       | Nationalbank der Slowakei                                |
| Slowenien                      | Banka Slovenije                                          |
| Somalia                        | Somalische Zentralbank                                   |
| Somaliland                     | Baanka Somaliland                                        |
| Spanien                        | Bank von Spanien                                         |
| Sri Lanka                      | Central Bank of Sri Lanka                                |
| Staat Palästina                | Palestine Monetary Authority                             |
| Südafrika                      | South African Reserve Bank                               |
| Südkorea                       | Bank von Korea                                           |
| Südsudan                       | Bank of South Sudan                                      |
| Sudan                          | Zentralbank von Sudan                                    |
| Suriname                       | Centrale Bank van Suriname                               |
| Syrien                         | Banque Centrale de Syrie                                 |
| Tadschikistan                  | National Bank of the Republic of Tajikistan              |
| Tansania                       | Zentralbank Tansanias (Benki Kuu ya Tanzania)            |
| Thailand                       | Bank von Thailand                                        |
| Togo                           | Westafrikanische Zentralbank                             |
| Tonga                          | National Reserve Bank of Tonga                           |
| Trinidad und Tobago            | Central Bank of Trinidad and Tobago                      |
| Tschad                         | Zentralafrikanische Zentralbank                          |
| Tschechien                     | Česká národní banka                                      |
| Türkei                         | Türkische Zentralbank                                    |
| Turkmenistan                   | Central Bank of Turkmenistan                             |
| Tunesien                       | Banque Centrale de Tunisie                               |
| Tuvalu                         | National Bank of Tuvalu                                  |
| Uganda                         | Bank of Uganda                                           |
| Ukraine                        | Nationalbank der Ukraine                                 |
| Ungarn                         | Magyar Nemzeti Bank                                      |
| Uruguay                        | Banco Central del Uruguay                                |
| Usbekistan                     | Central Bank of Uzbekistan                               |
| Vatikanstadt                   | Güterverwaltung des Apostolischen Stuhls                 |
| Vanuatu                        | Reserve Bank of Vanuatu                                  |
| Venezuela                      | Banco Central de Venezuela                               |
| Vereinigte Arabische Emirate   | Central Bank of United Arab Emirates                     |
| Vereinigte Staaten             | Federal Reserve System                                   |
| Vereinigtes Königreich         | Bank of England                                          |
| Vietnam                        | Vietnamesische Zentralbank (Ngân hàng Nhà nước Việt Nam) |
| Zentralafrikanische Republik   | Zentralafrikanische Zentralbank                          |
| Republik Zypern                | Zentralbank von Zypern                                   |